# Jan Meesters (senator)
Jan Meesters (Antwerpen, 7 januari 1927 - Seneffe, 22 december 2015) was een Belgisch senator.

## Levensloop
Meesters, die afkomstig was uit Brussel, werkte als orthopedisch chirurg in het ziekenhuis van La Louvière.
De ecologisch gezinde Meesters was tevens politiek actief voor Ecolo. Voor deze partij zetelde hij van 1991 tot 1995 in de Belgische Senaat als rechtstreeks gekozen senator voor het arrondissement Charleroi-Thuin. Hierdoor zetelde hij van 1992 tot 1995 tevens in de Waalse Gewestraad en de Raad van de Franse Gemeenschap. Bij de verkiezingen van 1995 kwam hij niet meer op.